# 이색관코박쥐
이색관코박쥐(Murina bicolor)는 애기박쥐과에 속하는 박쥐의 일종이다. 대만의 토착종이다.

## 특징
작은 크기의 박쥐로 전완장은 37.2~41.6mm이다. 털은 길고, 팔꿈치와 무릎에 날개 위로 뻗어 있다. 등 쪽 부분은 검은색 털 바탕에 불그스레한 갈색을 띠는 반면에, 배 쪽 부분은 누르스름하다. 주둥이는 좁고 가늘고 길며, 돌출된 콧구멍과 관 형태이며 어두운 얼굴을 갖고 있다. 눈은 아주 작다. 귀는 타원형이고 서로 잘 분리되어 있으며, 뒷쪽 가장자리 중간 부분이 오목하게 들어 가 있다. 날개는 엄지 발가락 바닥에 뒷 쪽으로 붙어 있다. 발은 작고 털로 덮여 있다. 꼬리는 길며, 넓은 꼬리 비막 안에 완전히 포함되며, 술이 붙어 있는 가장자리와 함께 등 쪽 표면에 무성한 털로 덮여 있다. 발자국은 길다.

## 생태
곤충을 먹는다.

## 분포 및 서식지
대만에서만 알려져 있다. 해발 400~3,020m 사이의 활엽수림과 침엽수림 또는 혼합림에서 서식한다.

## 보전 상태
최근에 발견되어 아직 보전 등급이 없다.